# Entoniscus porcellanae
Entoniscus porcellanae är en kräftdjursart som beskrevs av Müller 1862. Entoniscus porcellanae ingår i släktet Entoniscus och familjen Entoniscidae.
Artens utbredningsområde är havet utanför Brasilien. Inga underarter finns listade i Catalogue of Life.